# Liste der durch die COVID-19-Pandemie verschobenen Animetitel
Im Zuge der COVID-19-Pandemie in Japan kam seit Anfang des Jahres 2020 vermehrt zu Verschiebungen von geplanten Anime-Projekten und Unterbrechungen bereits gestarteter Anime-Fernsehserien. Dieser Artikel listet sämtliche Animetitel auf, die im Zuge der COVID-19-Pandemie verschoben oder unterbrochen werden mussten.
Für einen genauen Verlauf der Auswirkungen auf die Anime-Industrie Japans, siehe Auswirkungen der COVID-19-Pandemie auf die Anime-Industrie.

## Verschobene oder unterbrochene Anime-Projekte

### 2020
| Titel                                               | geplanter Start   | verschoben/abgesagt | Quelle            |
| --------------------------------------------------- | ----------------- | --- | ----------------- |
| A Certain Scientific Railgun T                      | regulär gestartet | Die siebente Folge wurde auf unbestimmte Zeit verschoben. Grund ist, dass die COVID-19-Pandemie die Produktion der Serie beeinträchtigt. Vor allem Produktionsketten, die in die Volksrepublik China verlegt wurden, sind betroffen. Am 17. April 2020 wurde eine abermalige Verschiebung auf unbestimmte Zeit bekannt gegeben. Zwischenzeitlich lief die Serie weiter, ehe eine dritte Verschiebung bis zum 24. Juli angekündigt wurde. | [ 1 ] [ 2 ] [ 3 ] |
| A3!                                                 | regulär gestartet | Die Ausstrahlung der vierten Episode wurde zuvor bereits mehrfach verschoben. Der Ausbruch des neuartigen Coronavirus SARS-CoV-2 hat die Produktionsproblematik weiterhin verschärft. Ein geplanter Neustart der Serie wurde auf April festgelegt. Eine Ausstrahlung der bereits für den Sommer angekündigten zweiten Hälfte ist ungeklärt.                                                                                              | [ 4 ] [ 5 ]       |
| Asteroid in Love                                    | regulär gestartet | Produktionsrückstand aufgrund des Coronavirus-Ausbruchs, sodass sich die Ausstrahlung der siebenten Episode um eine Woche verzögerte. Es wurde eine Rückblenden-Folge, die die Handlung der ersten sechs Episoden zusammenfasst, ausgestrahlt. | [ 6 ]             |
| Diary of Our Days at the Breakwater                 | regulär gestartet | Nach Ausstrahlung der dritten Episode wegen Produktionsproblemen aufgrund der COVID-19-Pandemie auf unbestimmte Zeit verschoben. Die Pause soll mindestens zehn Wochen andauern. | [ 7 ] [ 8 ]       |
| Re:Zero – Starting Life in Another World            | April 2020        | Vor geplantem Start auf Juli 2020 verschoben. | [ 9 ]             |
| Given                                               | 16. Mai 2020      | Der Film, der als Fortsetzung der Anime-Serie gedacht war, sollte am 16. Mai 2020 in die japanischen Kinos laufen. Am 13. April 2020 wurde die Ausstrahlung aufgrund von COVID-19 auf unbestimmte Zeit verschoben. | [ 10 ]            |
| Violet Evergarden: The Movie                        | 24. April 2020    | Der Kinofilm sollte ursprünglich bereits im Januar 2020 gezeigt werden, wurde aber wegen des Brandanschlags auf das Animationsstudio auf den 24. April verschoben. Im Zuge der COVID-19-Pandemie wurde die Ausstrahlung am 6. April 2020 abermals, dieses Mal auf unbestimmte Zeit, verschoben. | [ 11 ] [ 12 ]     |
| Hatena Illusion                                     | regulär gestartet | Nachdem die Serie bereits einmal kurzfristig unterbrochen werden musste, wurde die Ausstrahlung der zwölften und letzten Episode des Anime auf unbestimmte Zeit verschoben. Das Studio gab keine direkte Auskunft, ob COVID-19 der Auslöser ist. | [ 13 ]            |
| Infinite Dendogram                                  | regulär gestartet | Die siebente Episode wurde wegen des COVID-19-Ausbruchs um eine Woche verzögert gezeigt. | [ 13 ]            |
| OreGairu Kan                                        | April 2020        | Der Start der zwölf Episoden umfassenden dritten Staffel wurde aufgrund der COVID-19-Pandemie Anfang April auf unbestimmte Zeit verschoben. Am 6. Mai 2020 wurde angekündigt, dass die dritte Staffel ab Juli gezeigt werden soll. | [ 14 ] [ 15 ]     |
| number24                                            | regulär gestartet | Aufgrund der Auswirkungen des Coronavirus SARS-CoV-2 auf die Produktion wurde diese für drei Wochen ausgesetzt. Die elfte Episode wurde demnach auf den 8. April 2020 verschoben. | [ 16 ]            |
| Miracles of Love                                    | 29. Mai 2020      | Der Anime-Film sollte ab dem 29. Mai 2020 in den japanischen Kinos gezeigt werden, wurde aber am 14. April 2020 aufgrund des Coronavirus-Ausbruchs für eine unbestimmte Zeit verschoben. | [ 17 ]            |
| Words Bubble Up Like Soda Pop                       | 15. Mai 2020      | Der Kinofilm sollte am 15. Mai 2020 in Japan Premiere feiern, wurde aber wegen der Ausrufung des Ausnahmezustands für mehrere Präfekturen durch die japanische Regierung aufgrund der COVID-19-Pandemie auf einen unbekannten Zeitraum verschoben. | [ 18 ]            |
| IDOLiSH7 Staffel 2                                  | regulär gestartet | Die zweite Staffel wird nach der Ausstrahlung der vierten Episode am 26. April 2020 für eine unbestimmte Zeit unterbrochen. Grund ist der Ausbruch der COVID-19-Pandemie in Japan und die Ausrufung des Ausnahmezustands der japanischen Regierung. | [ 19 ]            |
| No Guns Life Staffel 2                              | 09. April         | Die dreizehn Episoden umfassende zweite Staffel der Serie sollte ab dem 9. April 2020 im japanischen Fernsehen gezeigt werden, wurde aber auf einen unbestimmten Zeitraum verschoben. Auch die Veröffentlichungen mehrerer DVDs und Blu-rays zur ersten Staffel verzögern sich. Grund ist die Ausbreitung von COVID-19. | [ 20 ]            |
| Detektiv Conan: The Scarlet Bullet                  | 17. April 2020    | Der 24. Kinofilm zum Franchise sollte am 17. April 2020 in den japanischen Kinos laufen, wurde aber wegen der COVID-19-Pandemie in Japan auf einen unbestimmten Zeitpunkt verschoben. | [ 21 ]            |
| Princess Principal: Crown Handler                   | 10. April 2020    | Der Kinofilm sollte ursprünglich am 10. April 2020 in die Kinos kommen, wurde aber aufgrund des Coronavirus-Ausbruchs und der Ausrufung des Ausnahmezustands durch die japanische Regierung auf einen unbestimmten Zeitraum verschoben. Abgesagt wurden in diesem Zuge auch ein geplanter Fernsehmarathon und das Streaming-Event zu Princess Principal Secret Meeting Super.                                                            | [ 22 ] [ 23 ]     |
| The Misfit of Demon King Academy                    | April 2020        | Offiziell sollte die Anime-Serie im April 2020 starten, wurde aber im Zuge der COVID-19-Pandemie auf Juli 2020 verschoben. | [ 24 ]            |
| Fate/stay night: Heaven’s Feel III. spring song     | 28. März 2020     | Nachdem der Film bereits vom 28. März 2020 auf den 25. April verschoben wurde, gab das Produktionskomitee eine abermalige Verschiebung bekannt. Grund ist die Ausrufung des Ausnahmezustands für mehrere Präfekturen durch die japanische Regierung im Zuge der COVID-19-Pandemie. Ein neuer Ausstrahlungstermin ist nicht bekannt. | [ 25 ]            |
| Omamajo Doremi                                      | 06. Mai 2020      | Der Kinofilm zum 20-jährigen Jubiläum wurde aufgrund des Coronavirus-Ausbruchs in Japan auf eine Ausstrahlung im Herbst verschoben. | [ 26 ]            |
| OreSuki OVA                                         | 23. Mai 2020      | Im Zuge der COVID-19-Pandemie wurde die Ausstrahlung der OVA, der die Animeserie abschließen soll, vom 23. Mai 2020 auf einen unbestimmten Zeitpunkt verschoben. | [ 27 ]            |
| Happy-Go-Lucky-Days                                 | 08. Mai 2020      | Der Film wurde aufgrund der Besorgnis über COVID-19 vom 8. Mai 2020 auf einen unbekannten Zeitraum verschoben. | [ 28 ]            |
| Sword Art Online Alicization: War of Underworld     | regulär gestartet | Am 10. April 2020 wurde angekündigt, dass die zweite Hälfte der Animeserie Sword Art Online Alicization: War of Underworld im Juli fortgesetzt werden soll. Begründung ist der Ausbruch des Coronavirus SARS-CoV-2 in Japan. | [ 29 ]            |
| Evangelion 3.0+1.0                                  | 27. Juni 2020     | Die Kinopremiere wurde aufgrund des Coronavirus auf unbestimmte Zeit verschoben. | [ 30 ]            |
| The Millionaire Detective                           | regulär gestartet | Die Serie wurde nach der Ausstrahlung der zweiten Episode wegen des Coronavirus auf unbestimmte Zeit unterbrochen. Die Serie soll ab Juli von vorne gezeigt werden. | [ 31 ] [ 32 ]     |
| Appare-Ranman!                                      | regulär gestartet | Am 17. April 2020 wurde angekündigt, dass die Serie nach der Ausstrahlung der dritten Episode auf unbestimmte Zeit pausieren wird. | [ 33 ]            |
| Food Wars! Staffel 5                                | regulär gestartet | Am 17. April 2020 wurde angegeben, dass die Ausstrahlung der dritten und alle darauffolgenden Episoden wegen COVID-19 verschoben wurden. Stattdessen kündigten die Sender Tokyo MX und BS11 an, in dem kommenden drei Wochen die ersten drei Episoden der vierten Staffel der Serie zu zeigen. | [ 34 ]            |
| Pokémon, Staffel 23                                 | regulär gestartet | Die Ausstrahlung der 23. Episode der 23. Staffel des Pókemon-Anime wurde am 19. April 2020 aufgrund COVID-19 auf unbestimmte Zeit verschoben. | [ 35 ]            |
| Cardfight Vanguard!! Gaiden if                      | April             | Der Start wurde aufgrund der COVID-19-Pandemie auf Juli verschoben. | [ 36 ] [ 37 ]     |
| Tsukiuta: The Animation, Staffel 2                  | April             | Der Start wurde aufgrund der COVID-19-Pandemie auf Juli verschoben. | [ 36 ] [ 37 ]     |
| Digimon Adventure:                                  | regulär gestartet | Die Ausstrahlung der vierten Episode wurde auf unbestimmte Zeit verschoben. | [ 36 ] [ 37 ]     |
| Healin’ Good Precure                                | regulär gestartet | Die Ausstrahlung der Serie wurde auf unbestimmte Zeit unterbrochen. | [ 36 ] [ 37 ]     |
| Crayon Shin-chan Movie                              | 24. April 2020    | Der Kinostart des Films wurde auf unbestimmte Zeit vertagt. | [ 36 ] [ 37 ]     |
| Doraemon: Nobita’s New Dinosaur                     | 6. März 2020      | Der Start des Kinofilms wurde auf den 7. August 2020 verschoben. | [ 36 ] [ 37 ]     |
| Love Me, Love Me Not                                | 29. Mai 2020      | Die Kinopremiere wurde auf unbestimmte Zeit verschoben. | [ 36 ] [ 37 ]     |
| Pretty Cure Miracle Leap                            | 20. März 2020     | Der japanische Kinostart wurde zunächst auf den 16. Mai 2020 verschoben, im April dann auf unbestimmte Zeit vertagt. | [ 36 ] [ 37 ]     |
| Shimajirō and the Flying Ship                       | 28. Februar 2020  | Der Kinostart wurde auf unbestimmte Zeit verschoben. | [ 36 ] [ 37 ]     |
| Stand By Me Doraemon 2                              | 07. August 2020   | Der Kinostart wurde auf unbestimmte Zeit verschoben | [ 36 ] [ 37 ]     |
| One Piece                                           | regulär gestartet | Nachdem bereits bekannt wurde, dass keine Synchronarbeiten für die Serie stattfinden und deswegen eine Unterbrechung befürchtet wurde, wurde die Unterbrechung der Serie offiziell. | [ 36 ] [ 37 ]     |
| Boruto: Naruto Next Generations                     | regulär gestartet | Die Episoden ab Folge 154 werden verschoben. Grund ist, dass die Ausrufung des Ausnahmezustands durch die japanische Regierung aufgrund der COVID-19-Pandemie in Japan Einfluss auf den Produktionszeitplan genommen hat. | [ 39 ]            |
| The Promised Neverland Staffel 2                    | Oktober 2020      | Der Start der zweiten Staffel wurde wegen der Coronakrise von Oktober 2020 auf Januar 2021 verschoben. | [ 40 ]            |
| The Irregular at Magic High School, Staffel 2       | Juli 2020         | Aufgrund des Ausbruchs des Coronavirus und der damit ausgelösten COVID-19-Erkrankung wurde der Start der zweiten Staffel von Juli auf Oktober 2020 verschoben. | [ 41 ]            |
| Chibi Maruko-chan                                   | regular gestartet | Die Serie wurde nach Ausstrahlung der 1246. Episode auf unbestimmte Zeit pausiert. | [ 42 ]            |
| Kingdom, Staffel 3                                  | regulär gestartet | Die Serie wurde nach der vierten Episode pausiert. | [ 42 ]            |
| Duel Masters King                                   | regulär gestartet | Nach Ausstrahlung der der dritten Episode pausiert die Serie auf unbestimmte Zeit. | [ 42 ]            |
| Kiratto Pri☆chan                                    | regulär gestartet | Die Serie wurde nach der Ausstrahlung der 106. Folge auf unbestimmte Zeit pausiert. | [ 42 ]            |
| Mewkledreamy                                        | regulär gestartet | Die Serie pausiert, nachdem die vierte Episode der Serie im japanischen Fernsehen gezeigt wurde. | [ 42 ]            |
| Puzzle & Dragon                                     | regulär gestartet | Nachdem die die zweite Episode der Serie im Fernsehen gesendet wurde, pausiert die Serie auf unbestimmte Zeit. | [ 42 ]            |
| Yo-kai Watch Jam                                    | regulär gestartet | Die Ausstrahlung der Anime-Serie wurde nach Sendung der 17. Episode im japanischen Fernsehen auf unbestimmte Zeit pausiert. | [ 42 ]            |
| Nakitai Watashi wa Neko wo Kaburu                   | 16. Mai 2020      | Aufgrund der COVID-19-Pandemie wurde die Kinopremiere auf unbestimmte Zeit verschoben. Am 29. April 2020 gab Netflix bekannt, den Original-Anime am 18. Juni weltweit als Stream zu zeigen. | [ 38 ] [ 43 ]     |
| Gundam Build Divers Re:RISE                         | regulär gestartet | Die Serie wird nach Ausstrahlung der 17. Episode am 7. Mai 2020 auf unbestimmte Zeit pausieren. | [ 38 ]            |
| Gal-gaku. Sei Girls Square Gakuin                   | regulär gestartet | Am 27. April 2020 wurde angekündigt, dass die Serie pausiert. | [ 38 ]            |
| Black Clover                                        | regulär gestartet | Die Serie legt nach Ausstrahlung der 132. Episode eine Pause ein. Zunächst war es unklar, weshalb die Serie pausiert. Inzwischen wurde aber der Coronavirus-Ausbruch als Grund genannt. Die Serie pausiert auf unbestimmte Zeit. | [ 38 ]            |
| Major 2nd                                           | regulär gestartet | Aufgrund des Coronavirus-Ausbruchs wurde die Produktion der Serie ausgesetzt. Der Sender NHK Educational kündigte an, die bisher vier gezeigten Episoden erneut zu senden. Wann die Produktion fortgesetzt wird, soll in nächster Zeit bekannt gegeben werden. | [ 44 ]            |
| Mashin Eiyūden Wataru Shichi Tamashii no Ryūjinmaru | regulär gestartet | Aufgrund des Coronavirus-Ausbruchs wurde die geplante Ausstrahlung der dritten Episode am 8. Mai 2020 ausgesetzt. Stattdessen wird eine neue Version der ersten Episode mit Kommentaren des Produktionsteams gezeigt. Wann die Serie fortgesetzt wird, wird in nächster Zeit angekündigt. | [ 45 ]            |
| Sazae-san                                           | regulär gestartet | Aufgrund des Ausbruchs des neuartigen Coronavirus SARS-CoV-2 wurden die Synchronarbeiten ausgesetzt. Wann die Arbeit wieder aufgenommen wird, soll zeitnah angekündigt werden. | [ 46 ]            |
| Oshiri Tantei: Tentō Mushi Iseki no Nazo            | 24. April 2020    | Aufgrund der Verhängung des Ausnahmezustands durch die japanische Regierung im Zuge des Coronavirus-Ausbruchs in Japan wurde der Start des Kinoevents Toei Manga Matsuri Omnibus Film auf unbestimmte Zeit verschoben. | [ 47 ]            |
| Kamen Rider Den-O: Pretty Den-O Appears!            | 24. April 2020    | Aufgrund der Verhängung des Ausnahmezustands durch die japanische Regierung im Zuge des Coronavirus-Ausbruchs in Japan wurde der Start des Kinoevents Toei Manga Matsuri Omnibus Film auf unbestimmte Zeit verschoben. | [ 47 ]            |
| Fushigi Dagashiya Zenitendō: Tsuritai Yaki          | 24. April 2020    | Aufgrund der Verhängung des Ausnahmezustands durch die japanische Regierung im Zuge des Coronavirus-Ausbruchs in Japan wurde der Start des Kinoevents Toei Manga Matsuri Omnibus Film auf unbestimmte Zeit verschoben. | [ 47 ]            |
| Recycle Zoo: Mamore! Mokuyōbi wa Shigen Gomi no Hi  | 24. April 2020    | Aufgrund der Verhängung des Ausnahmezustands durch die japanische Regierung im Zuge des Coronavirus-Ausbruchs in Japan wurde der Start des Kinoevents Toei Manga Matsuri Omnibus Film auf unbestimmte Zeit verschoben. | [ 47 ]            |
| The Quintessential Quintuplets, Staffel 2           | Oktober 2020      | Aufgrund des Ausbruchs des neuartigen Coronavirus in Japan wurde der Start der zweiten Staffel von Oktober 2020 auf Januar 2021 verschoben. | [ 48 ]            |
| Vlad Love                                           | Herbst 2020       | Nachdem ein geplanter Start der Serie bereits einmal – auf die Herbst-Saison – verschoben werden musste, gab man am 8. Mai 2020 bekannt, den Serienstart des Original-Anime aufgrund des Coronavirus-Ausbruchs abermals zu verschieben, dieses Mal auf unbestimmte Zeit. | [ 49 ]            |
| Gal & Dino                                          | regulär gestartet | Die Animeserie wurde nach Ausstrahlung der sechsten Episode aufgrund der COVID-19-Pandemie in Japan auf unbestimmte Zeit unterbrochen. | [ 50 ]            |
| Pokémon Koko                                        | 10. Juli 2020     | Der Film wird aufgrund des Ausbruchs des neuartigen Coronavirus SARS-CoV-2 auf unbestimmte Zeit verschoben. | [ 51 ]            |
| Shoujo Kageki Revue Starlight                       | 29. Mai 2020      | Die Premienausstrahlung des ersten Kinofilms des Franchises wurde auf unbestimmte Zeit verschoben. | [ 52 ]            |
| Pokémon: Zwielichtschwingen                         | regulär gestartet | Die fünfte Kurzepisode, die für Mai 2020 angesetzt war, wurde aufgrund der Coronavirus-Krise verschoben. | [ 53 ]            |
| Strike the Blood, Staffel 4                         | regulär gestartet | Die dritte und vierte Episode sollte als OVA am 24. Juni in Japan gezeigt werden. Die Ausstrahlung wurde jedoch aufgrund der Coronavirus-Krise auf den 29. Juli 2020 verschoben. | [ 54 ]            |
| Hypnose-Mic-Division Rap Battle – Rhyme Anima       | Juli 2020         | Der geplante Serienstart wurde aufgrund des Coronavirus-Ausbruchs in Japan vorläufig auf Oktober 2020 verschoben. | [ 55 ]            |
| Higurashi no Naku Koro ni                           | Juli 2020         | Am 21. Mai 2020 wurde der Serienstart des neuen Anime-Projektes zu Higurashi no Naku koro ni wegen der COVID-19-Pandemie auf unbestimmte Zeit verschoben. Der Animeserie sollte ab Juli 2020 laufen. | [ 56 ]            |

### 2021
| Titel                                      | geplanter Start | verschoben/abgesagt | Quelle |
| ------------------------------------------ | --------------- | --- | ------ |
| Star Blazers: Space Battleship Yamato 2202 | 15. Januar 2021 | Im Zuge der erneuten Ausbreitung des neuartigen Coronavirus SARS-CoV-2 und der Ausrufung des Notstandes in Tokio und den umliegenden Präfekturen wurde der Kinostart verschoben.         | [ 57 ] |
| Evangelion 3.0+1.0                         | 23. Januar 2021 | Der ursprüngliche Start war für den 27. Juni 2020 geplant. Damals bereits wegen COVID-19 verschoben. Neuer Termin war der 23. Januar 2021. Erneute Verschiebung abermals wegen COVID-19. | [ 58 ] |